# يونيبروت
يونيبروت (بالإنجليزية: UniProt)‏ هي قاعدة بيانات شاملة ذات جودة عالية مجانية لتسلسل البروتين والمعلومات الوظيفية، استمدت الكثير من المدخلات من مشاريع الجينوم. تحتوي قاعدة البيانات على كمية كبيرة من المعلومات المستخلصة من البحوث حول الوظيفة البيولوجية للبروتينات.

## تاريخ الموقع
تم إنشاء سويس بروت في عام 1986 من قبل آموس بايروش خلال درجة الدكتوراه التي وضعها المعهد السويسري للمعلوماتية الحيوية ثم وضعت من قبل رولف أبويلر في المعهد الأوروبي للمعلوماتية الحيوية. تهدف سويس-بروت إلى توفير متواليات بروتينية موثوقة مرتبطة بمستوى عال من التعليقات التوضيحية (مثل وصف وظيفة البروتين، وهيكل النطاق، والتعديلات اللاحقة للترجمة، والمتغيرات، وما إلى ذلك)، والحد الأدنى من التكرار وارتفاع ومستوى التكامل مع قواعد البيانات الأخرى. وإدراكا منها بأن بيانات التسلسل قد تم توليدها بوتيرة تتجاوز قدرة سويس بروت على مواكبة، تم إنشاء تريمبل (مترجمة إمبل النيوكليوتيدات تسلسل مكتبة البيانات) لتوفير الشروح الآلي لتلك البروتينات ليس في السويسرية بروت. وفي الوقت نفسه، حافظت شرطة التدخل السريع على بير-بسد وقواعد البيانات ذات الصلة، بما في ذلك إبروكلاس، قاعدة بيانات من تسلسل البروتين والأسر المنسقة.

## اقرأ أيضاً
- معرف ميكروبي عالمي

## روابط خارجية
- UniProt